# دانيال بريك
دانيال بريك هو قاضي ومحامي وسياسي أمريكي، ولد في 12 فبراير 1788، وتوفي في 4 فبراير 1871. نشط حزبياً في حزب اليمين. وقد انتخب عضو مجلس النواب الأمريكي ‏.